# Trogues
Trogues est une commune française du département d'Indre-et-Loire, en région Centre-Val de Loire.

## Géographie
| Crouzilles                  |         | Saint-Épain |
|                             | Trogues |             |
| La Vienne Parcay-sur-Vienne |         | Pouzay      |

### Hydrographie

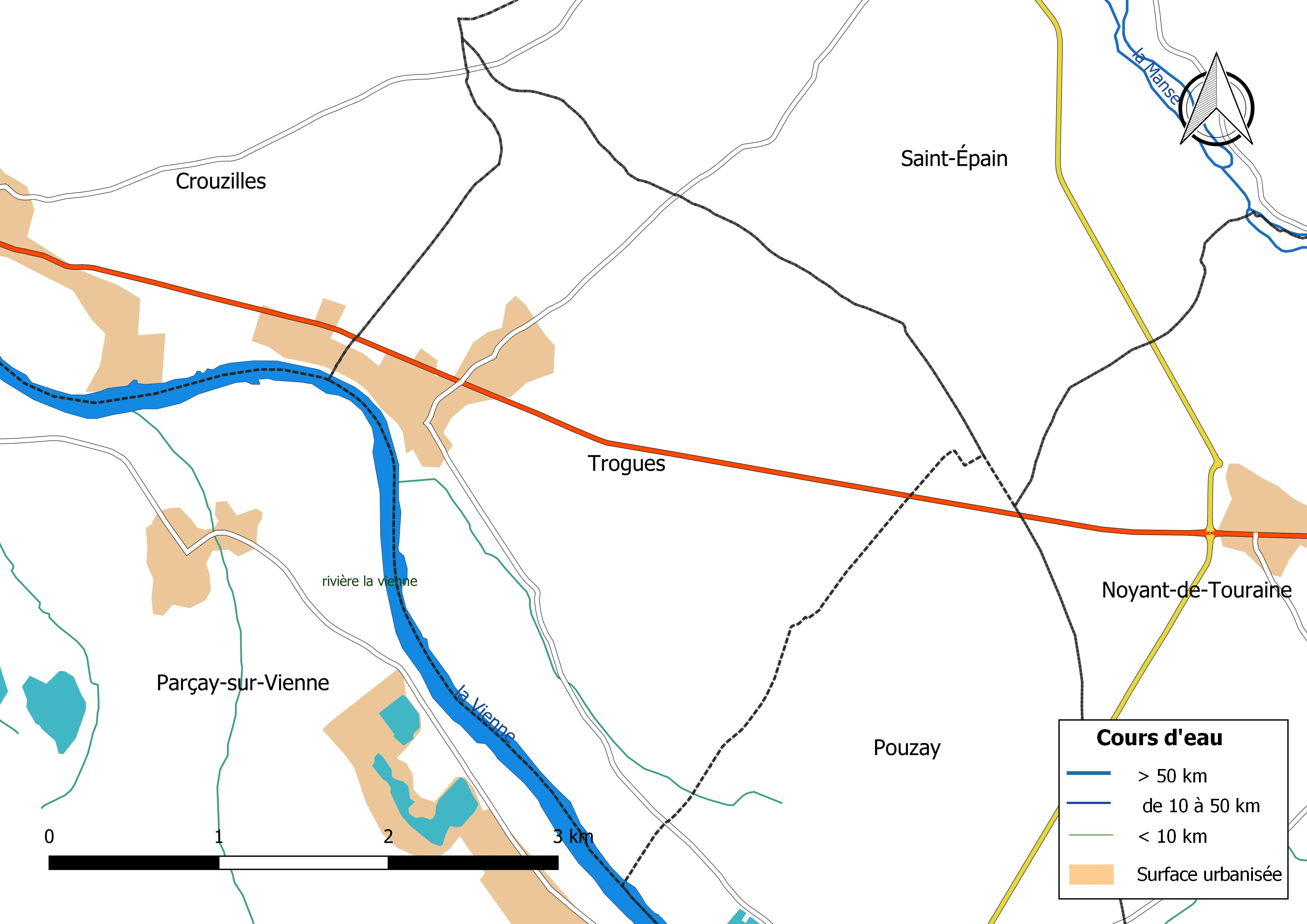
Réseau hydrographique de Trogues.

Le réseau hydrographique communal, d'une longueur totale de 2,74 km, comprend trois petits cours d'eau pour certains temporaires,.

### Climat
Pour des articles plus généraux, voir Climat du Centre-Val de Loire et Climat d'Indre-et-Loire.
En 2010, le climat de la commune est de type climat océanique altéré, selon une étude du CNRS s'appuyant sur une série de données couvrant la période 1971-2000. En 2020, Météo-France publie une typologie des climats de la France métropolitaine dans laquelle la commune est toujours exposée à un climat océanique altéré et est dans la région climatique  Moyenne vallée de la Loire, caractérisée par une bonne insolation (1 850 h/an) et un été peu pluvieux. 
Pour la période 1971-2000, la température annuelle moyenne est de 11,7 °C, avec une amplitude thermique annuelle de 14,8 °C. Le cumul annuel moyen de précipitations est de 690 mm, avec 10,6 jours de précipitations en janvier et 6,5 jours en juillet. Pour la période 1991-2020, la température moyenne annuelle observée sur la station météorologique de Météo-France la plus proche, sur la commune de Saint-Épain à 5 km à vol d'oiseau, est de 12,3 °C et le cumul annuel moyen de précipitations est de 745,6 mm,. Pour l'avenir, les paramètres climatiques de la commune estimés pour 2050 selon différents scénarios d'émission de gaz à effet de serre sont consultables sur un site dédié publié par Météo-France en novembre 2022.

## Urbanisme

### Typologie
Au 1er janvier 2024, Trogues est catégorisée commune rurale à habitat dispersé, selon la nouvelle grille communale de densité à sept niveaux définie par l'Insee en 2022.
Elle est située hors unité urbaine. Par ailleurs la commune fait partie de l'aire d'attraction de Tours, dont elle est une commune de la couronne,. Cette aire, qui regroupe 162 communes, est catégorisée dans les aires de 200 000 à moins de 700 000 habitants,.

### Occupation des sols
L'occupation des sols de la commune, telle qu'elle ressort de la base de données européenne d’occupation biophysique des sols Corine Land Cover (CLC), est marquée par l'importance des territoires agricoles (57,1 % en 2018), une proportion identique à celle de 1990 (57,1 %). La répartition détaillée en 2018 est la suivante : 
terres arables (51,5 %), forêts (34,3 %), zones agricoles hétérogènes (5,6 %), zones urbanisées (5,1 %), eaux continentales (3,5 %). L'évolution de l’occupation des sols de la commune et de ses infrastructures peut être observée sur les différentes représentations cartographiques du territoire : la carte de Cassini (XVIIIe siècle), la carte d'état-major (1820-1866) et les cartes ou photos aériennes de l'IGN pour la période actuelle (1950 à aujourd'hui).

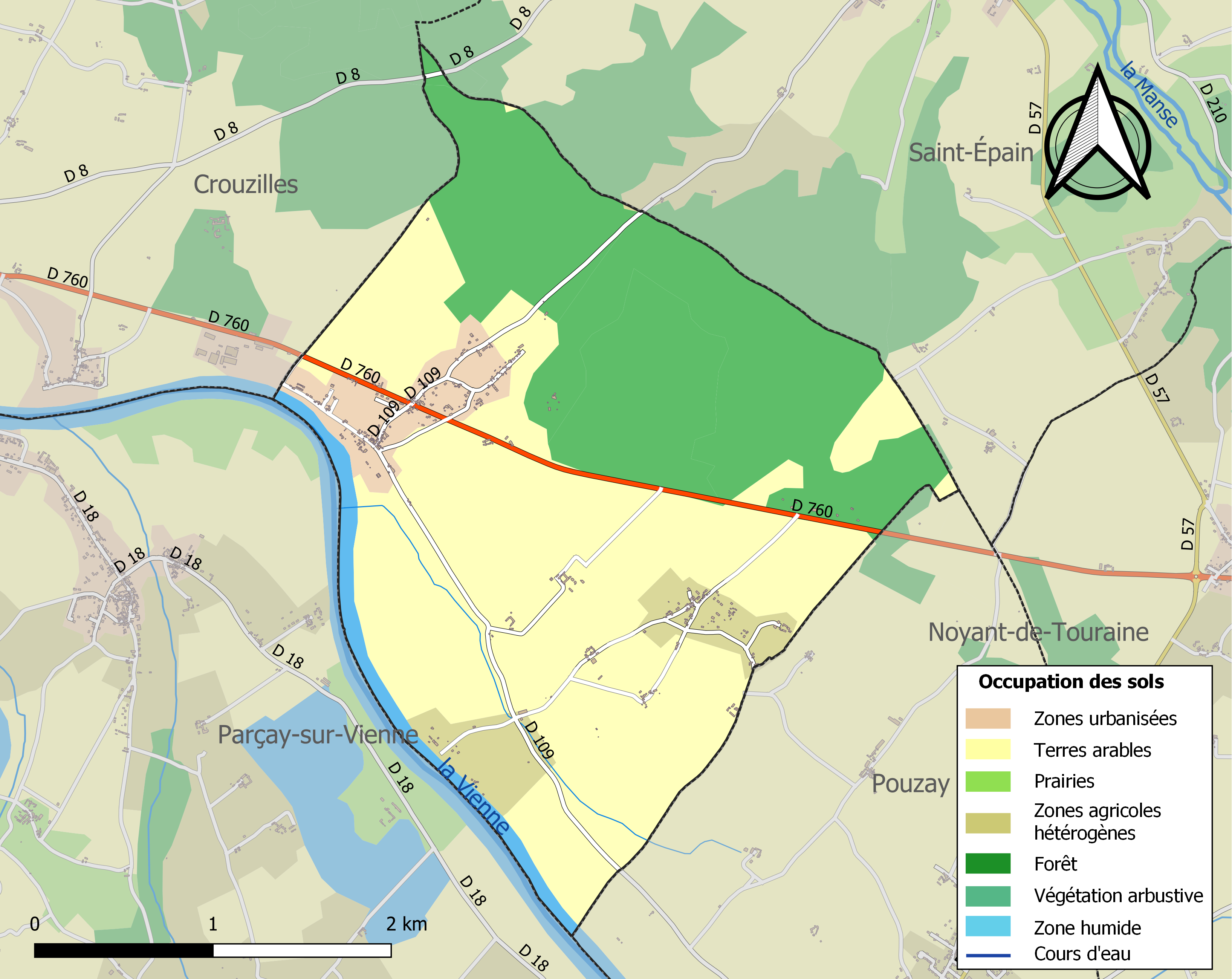
Carte des infrastructures et de l'occupation des sols de la commune en 2018 (CLC).

### Risques majeurs
Le territoire de la commune de Trogues est vulnérable à différents aléas naturels : météorologiques (tempête, orage, neige, grand froid, canicule ou sécheresse), inondations et séisme (sismicité faible). Un site publié par le BRGM permet d'évaluer simplement et rapidement les risques d'un bien localisé soit par son adresse soit par le numéro de sa parcelle.
Certaines parties du territoire communal sont susceptibles d’être affectées par le risque d’inondation par débordement de cours d'eau, notamment La commune a été reconnue en état de catastrophe naturelle au titre des dommages causés par les inondations et coulées de boue survenues en 1982 et 1999,.

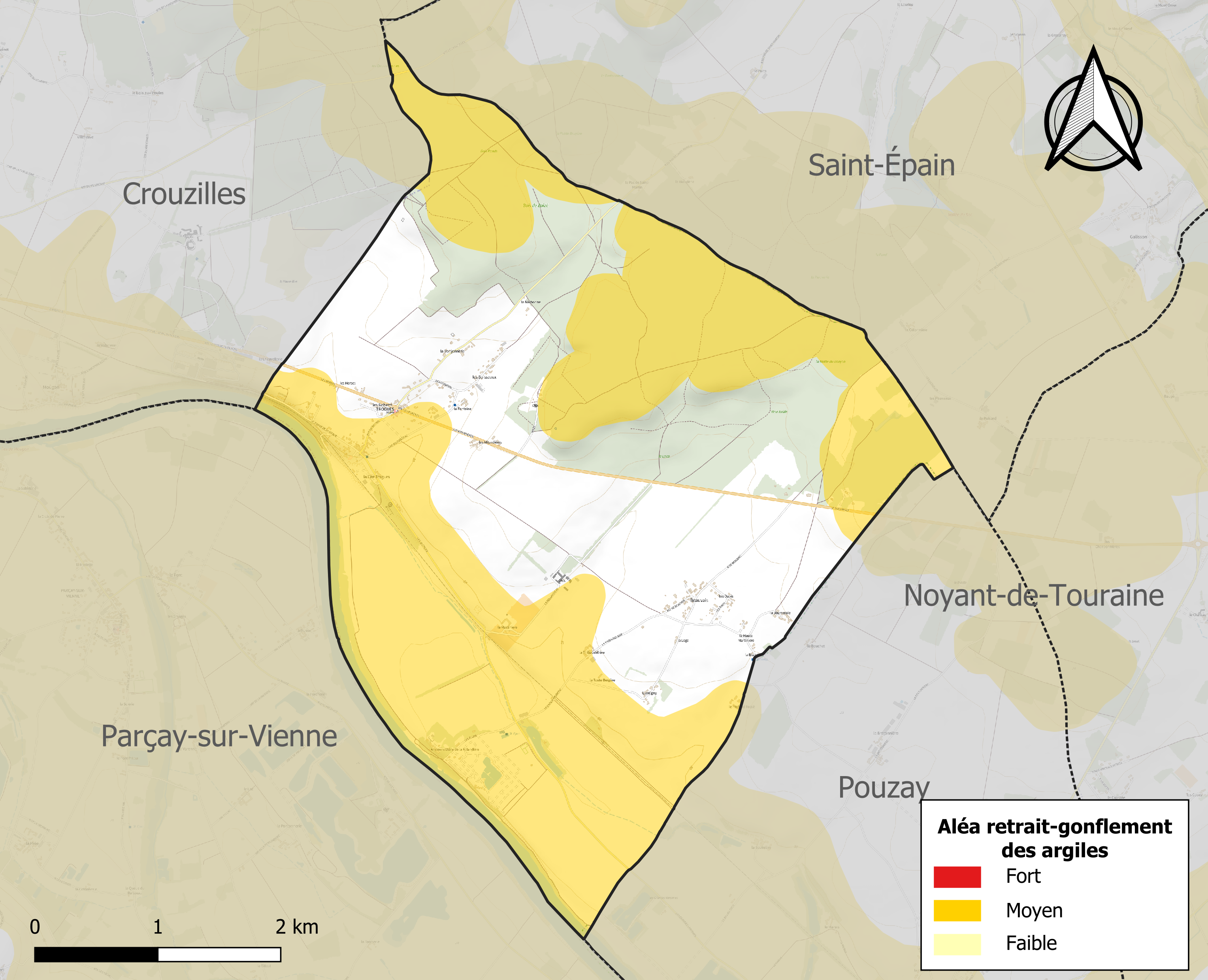
Carte des zones d'aléa retrait-gonflement des sols argileux de Trogues.

Le retrait-gonflement des sols argileux est susceptible d'engendrer des dommages importants aux bâtiments en cas d’alternance de périodes de sécheresse et de pluie. 55,5 % de la superficie communale est en aléa moyen ou fort (90,2 % au niveau départemental et 48,5 % au niveau national). Sur les 176 bâtiments dénombrés sur la commune en 2019, 73 sont en aléa moyen ou fort, soit 41 %, à comparer aux 91 % au niveau départemental et 54 % au niveau national. Une cartographie de l'exposition du territoire national au retrait gonflement des sols argileux est disponible sur le site du BRGM,.
Concernant les mouvements de terrains, la commune a été reconnue en état de catastrophe naturelle au titre des dommages causés par des mouvements de terrain en 1999.

## Histoire

### Toponymie
Bas latin traucum = trou, d’origine gauloise. Datif-ablatif-locatif neutre pluriel, accentué sur le i, traucis, aboutit régulièrement à trogues = aux trous ; le pluriel est étymologique.

Parrochia de Trogis, XIVe s. ; Trougues, XVe s. (Cartulaire de Noyers) ; Le seigneur de Trogues, 28 avril 1558 (Archives Départementales d'Indre-et-Loire-C 654 ; E 223) ; Trogues, XVIIIe s. (Carte de Cassini).

## Politique et administration
| Période                                  | Période   | Identité          | Étiquette | Qualité |
| ---------------------------------------- | --------- | ----------------- | --------- | ------- |
|                                          | mars 1995 | M. Moissard       |           |         |
| mars 1995                                | mars 2008 | Yves Denis        |           |         |
| mars 2008                                | mars 2014 | Bernard Roy       |           |         |
| mars 2014                                | mai 2020  | Chantal Bachelery |           |         |
| mai 2020                                 | En cours  | Christophe Alizon |           |         |
| Les données manquantes sont à compléter. |           |                   |           |         |

## Population et société

### Démographie
L'évolution du nombre d'habitants est connue à travers les recensements de la population effectués dans la commune depuis 1793. Pour les communes de moins de 10 000 habitants, une enquête de recensement portant sur toute la population est réalisée tous les cinq ans, les populations de référence des années intermédiaires étant quant à elles estimées par interpolation ou extrapolation. Pour la commune, le premier recensement exhaustif entrant dans le cadre du nouveau dispositif a été réalisé en 2004.

En 2022, la commune comptait 289 habitants, en évolution de −8,83 % par rapport à 2016 (Indre-et-Loire : +1,67 %, France hors Mayotte : +2,11 %).
| 1793 | 1800 | 1806 | 1821 | 1831 | 1836 | 1841 | 1846 | 1851 |
| ---- | ---- | ---- | ---- | ---- | ---- | ---- | ---- | ---- |
| 293  | 325  | 301  | 260  | 272  | 266  | 270  | 269  | 260  |

| 1856 | 1861 | 1866 | 1872 | 1876 | 1881 | 1886 | 1891 | 1896 |
| ---- | ---- | ---- | ---- | ---- | ---- | ---- | ---- | ---- |
| 282  | 337  | 346  | 321  | 362  | 367  | 382  | 386  | 410  |

| 1901 | 1906 | 1911 | 1921 | 1926 | 1931 | 1936 | 1946 | 1954 |
| ---- | ---- | ---- | ---- | ---- | ---- | ---- | ---- | ---- |
| 365  | 407  | 387  | 440  | 475  | 469  | 404  | 326  | 422  |

| 1962 | 1968 | 1975 | 1982 | 1990 | 1999 | 2004 | 2006 | 2009 |
| ---- | ---- | ---- | ---- | ---- | ---- | ---- | ---- | ---- |
| 382  | 329  | 292  | 293  | 292  | 290  | 314  | 316  | 339  |

| 2014 | 2019 | 2022 | - | - | - | - | - | - |
| ---- | ---- | ---- | - | - | - | - | - | - |
| 323  | 296  | 289  | - | - | - | - | - | - |

### Enseignement
Trogues se situe dans l'Académie d'Orléans-Tours (Zone B) et dans la circonscription de Chinon.
L'école élémentaire accueille les élèves de la commune.

## Culture locale et patrimoine

### Lieux et monuments
* L'Église de Trogues
L'ancienne église de Trogues, du XVe siècle, étant en ruine au XIXe siècle, la décision d'en construire une nouvelle fut prise en 1878. Les plans en furent dessinés par l'architecte Jousset, de Tours, qui explique : « Le style XVe, bien que plus dispendieux dans l'ornementation, nous a été indiqué comme moyen d'utiliser certains ornements de l'église ancienne et comme susceptible d'une plus grande légèreté dans la construction ». L'église, sous le vocable de Saint-Romain, achevée en 1882, est donc de style néo-gothique, caractéristique de l'architecture religieuse du XIXe siècle. Le chœur de l'église reçut trois beaux vitraux de l'atelier Lobin, de Tours. Ces vitraux ont été remarquablement restaurés par l'atelier Debitus, de Tours, en 2003-2004, à l'initiative de la municipalité de Trogues, avec l'aide du département d'Indre-et-Loire et du conseil régional du Centre.
* Le Château de la Rolandière, est plutôt un manoir.
Ses coordonnées par GPS sont : 47°06′50 N 0°29′45 E

### Héraldique
| Blason de Trogues | Blason  | Trois barres, une tour brochante et un lion léopardé la tête contournée surbrochant. |
| Blason de Trogues | Détails | Le statut officiel du blason reste à déterminer.                                     |